# Запорожан, Игорь Владимирович
И́горь Влади́мирович Запорожа́н (род. 24 ноября 1959) — советский военнослужащий, участник Афганской войны (1979—1989), Герой Советского Союза (1984), генерал-майор юстиции (2015). Директор Кадетского корпуса Следственного комитета Российской Федерации имени Александра Невского с 26 февраля 2014 года.
В 1982—1984 годах — командир десантно-штурмовой роты десантно-штурмового батальона 70-й отдельной гвардейской мотострелковой бригады 40-й армии Краснознамённого Туркестанского военного округа Ограниченного контингента Советских войск в Афганистане, дислоцированной в городе Кандагаре.

## Биография и военная карьера
Игорь Запорожан родился 24 ноября 1959 года в посёлке Андреевский Змеиногорского района Алтайского края в семье рабочего. Русский. С 1961 года вместе с родителями проживал в посёлке Елань Новокузнецкого района Кемеровской области. Член КПСС с 1984 года.
В 1974—1976 годах проходил обучение в Уссурийском суворовском военном училище (СВУ).
В 1976 году был зачислен в Дальневосточное высшее общевойсковое командное училище имени Маршала Советского Союза К. К. Рокоссовского, обучение в котором окончил с отличием в 1980 году.
С 1980 года по 1982 год проходил службу в должности командира взвода в Южной группе войск в Венгерской Народной Республике.
C конца 1982 года в составе ограниченного контингента советских войск в Афганистане, в районе Кандагара. Службу проходил в десантно-штурмовом батальоне в составе 70-й отдельной гвардейской мотострелковой бригады, в должности заместителя командира роты, затем командира роты. Участвовал в 38 боях, где проявил высокие командные качества.
В конце 1984 года убыл по замене в Советский Союз.

## Описание подвига в литературе
Описание действий командира десантно-штурмовой роты 70-й отдельной мотострелковой бригады старшего лейтенанта Запорожана И. В. на «Панджшерской операции» начальником оперативной группы Минобороны СССР в Афганистане генерал-полковником Меринским В. А. автором книги «В погоне за львом Панджшера».
Рота десантно-штурмового батальона 70-й мотострелковой бригады под командованием старшего лейтенанта И. В. Запоражан, за время действий в долине Панджшер десантировалась 12 раз, захватывала высоты под огнём мятежников, склады в пещерах и устраивала засады на путях отхода противника. По поступившим данным в населенный пункт Номак вернулся отряд мятежников. Роте была поставлена задача блокировать его и при отказе сложить оружие уничтожить. С завязкой боя мятежники оказали упорное сопротивление и пытались вырваться из блокированного кишлака во главе со своим главарем. Старший лейтенант И. В. Запоражан первый бросился на врага, увлекая за собой личный состав. Завязался рукопашный бой, в котором он лично уничтожил трех мятежников, в том числе и главаря. Противник, пытавшийся вырваться, был полностью уничтожен. И ранее рота И. В. Запоражана участвовала в реализации разведывательных данных. Особенно удачно она действовала в зелёной зоне Кандагар. Группа захвата, которую он возглавлял, скрытно подошла к постам охранения мятежников, бесшумно уничтожила часовых. После этого рота ворвалась в кишлак и уничтожила находившихся там мятежников. Всего он лично участвовал в 38 боях. За умелое командование ротой и проявленное личное мужество и героизм старшему лейтенанту Игорю Владимировичу Запоражан было присвоено звание Героя Советского Союза.

## Подвиг
Из наградного листа о присвоении звания Герой Советского Союза:
Участвовал в 38-и боях с мятежниками, где проявил высокие командные качества, мужество и героизм. 16 июня 1984 года рота, под командованием Игоря Запорожана, получила приказ блокировать населённый пункт Аман. Мятежниками была предпринята попытка выйти из окружения. Гвардии старший лейтенант Игорь Запорожан повёл личный состав в бой. Враг был разбит. Всего за период боевых действий в районе Панджшерского ущелья, рота уничтожила 69 мятежников, захватив при этом большое количество вооружения, и взяв в плен душманов. Потерь личного состава командиром допущено не было.
Указом Президиума Верховного Совета СССР от 13 августа 1984 года командиру десантно-штурмовой роты гвардии старшему лейтенанту Запорожану Игорю Владимировичу за мужество и героизм, проявленные при оказании интернациональной помощи в Демократической Республике Афганистан, присвоено звание Героя Советского Союза с вручением ордена Ленина и медали «Золотая Звезда».

## Дальнейшая карьера
С января 1985 года — в должности командира мотострелковой роты. Через полгода назначен начальником штаба мотострелкового батальона в Краснознамённом Среднеазиатском военном округе (город Алма-Ата), а в 1986 году — командиром батальона.
В 1987 году поступил в Военную академию имени М. В. Фрунзе в городе-герое Москва.
После окончания академии дальнейшую службу проходил в городе-герое Мурманск в должностях командира батальона, начальника штаба полка.
С 1992 года — командир мотострелкового полка в посёлке Печенга Мурманской области.
С 1994 года — заместитель командира мотострелковой дивизии в поселке Сапёрное Ленинградской области.
С 1997 года — начальник штаба дивизии в посёлке Алакуртти Ленинградского военного округа.
С 1998 года — начальник военной кафедры Российского государственного педагогического университета имени А. И. Герцена.
С 1999 года — преподаватель в Общевойсковой академии имени М. В. Фрунзе.
В 2002 году уволен в запас.
26 февраля 2014 года приказом председателя Следственного комитета Российской Федерации А. И. Бастрыкина назначен директором Кадетского корпуса Следственного комитета Российской Федерации имени Александра Невского.

## Награды
- Медаль «Золотая Звезда» (№ 11516)
- Орден Дружбы — за высокие личные показатели в служебной деятельности (16 апреля 2020 года)[3]
- орден Ленина
- орден Красной Звезды
- Медаль «За отличие» (2014)
- Медаль «Доблесть и отвага» (2015)
- Знак отличия «За службу закону» (2015)
- Нагрудным знаком «Почетный сотрудник Следственного комитета Российской Федерации» (2016)
- другие медалями.